# Депортація курдів в СРСР
Депортація курдів в СРСР — сталінські депортації курдів, що відбувалися в кілька етапів: в 1937 (власне курди з прикордонних з Туреччиною районів) і в 1944 роках (разом з турками-месхетинці). Депортовані курди були розселені в селах південного Казахстану і в інших республіках Середньої Азії. На відміну від ряду інших народів, курди були депортовані лише частково.

## Хронологія
- 1937 — депортація курдів Вірменії і Азербайджану в Казахстан і Середню Азію.
- 1944 — депортація курдів з Грузії в Казахстан і Середню Азію.
- 1956 — початок реабілітації курдів СРСР.
- 1989—1990 — курди з Середньої Азії, Казахстану, Закавказзя мігрували в Росію (в окремі райони Краснодарського і Ставропольського країв, Ростовської області, Адигеї).